# MobileIron
MobileIron Inc.(モバイルアイアン ）は、 統合エンドポイント管理（UEM）およびエンタープライズモビリティ管理 （EMM）を提供するアメリカのソフトウェア会社。機能にはゼロ・サインオン（ZSO)と呼ばれるパスワードレスの多要素認証 （MFA）やモバイル脅威検知（MTD）なども含まれる。 

## 歴史
同社は2007年にAjay MishraとSuresh Batchuによって設立され、カリフォルニア州マウンテンビューに本社を置く。MobileIronは、iPhone、iPad、Androidなどのスマートフォンやタブレットコンピューター 、Windows 10やmacOSデバイス向けのソリューションを提供。かつてはSymbianやWindows Phoneなどのかつてのモバイルデバイス向けのモバイルセキュリティとモバイル管理についてもパイオニア的な存在であった。 
2009年から2013年までの5年間で、MobileIronは最も急成長しているテクノロジー企業に選ばれ、Deloitte Fast 500インデックスで1位にランクされた。  NASDAQで2014年に上場。（MOBL） 
IPO時の株価が2016年の初めに9ドルから4ドルを下回った後、同社の創設CEOであるボブ・ティンカーがバリー・マインツに交代したが、同社の取締役会には残った。  その後、Simon Biddiscombeが2017年10月にCEOに任命。 
2020年5月には、ドイツ・ベルリンとポーランド・ワルシャワに拠点を置くincapptic Connectを買収。同社はモバイルアプリ開発を効率化するソリューションを提供。

## 製品
MobileIronのソフトウェアは、企業環境でのスマートフォンやタブレットコンピューターなどのモバイルデバイスのセキュリティと管理、および企業データへの安全なモバイルアクセスを実現。 2015年6月時点では、世界のEMM市場シェアの約9.2％を占めていた。 
日本市場においては、ITR社のITR Market View：ユニファイド・エンドポイント管理市場で8年連続で一位を獲得。 
MDMソリューションの2016年のレビューで、Markus PiererはMobileIronをマーケットリーダーと説明し、 モバイルオペレーティングシステムの完全なサポート、階層化セキュリティモデル、迅速な開発とリリースサイクルを強調した。また、2016年にガートナーの調査を引用しているCIO誌は、プラットフォームの互換性、サードパーティの統合、顧客満足度をMobileIronの強みとして挙げた。
2016年の時点で、MobileIronの主要な競争相手にはMicrosoftのEnterprise Mobility Suiteが含まれている。他の主要なEMM競合他社は、IBM、 SAP 、Dell / VMWare、BlackBerryなど。 
2018年1月、MobileIronはGoogle Cloudと提携し、MobileIronのEMMプラットフォームを介してGoogleアプリを配布し、安全なエンタープライズアプリケーションおよびサービスポータルを提供した。 
2019年5月に発表したゼロ・サインオン（ZSO）機能では、完全にパスワードレスでのクラウドサービスへの認証を提供し、企業におけるモバイルデバイスの操作性と利便性を著しく向上させてている。 